# Long Live (альбом The Chariot)
Long Live (с англ. — «Да Здравствует») — четвёртый студийный альбом американской маткор группы The Chariot. Альбом вышел 23 ноября 2010 года. Последний релиз с участием басиста Джона «KC Wolf» Кидлера, который покинул группу в июне 2012 года. Собственно, он изображён на обложке альбома.

## Написание и запись
Перед записью альбома, Мэтт Голдман (продюсер всех альбомов The Chariot) связался с группой в начале 2010 года и проявил интерес к записи их следующего альбома вживую на аналоговую магнитную ленту. Акт записи альбома вживую, в отличие от записи каждого инструмента по отдельности и последующего цифрового микширования, был использован группой для достижения более сырого звука. Этот процесс был полностью использован на их дебютном альбоме «Everything Is Alive, Everything Is Breathing, Nothing Is Dead, and Nothing Is Bleeding» в 2004 году. По крайней мере одна песня с альбома была записана таким образом.
В альбоме присутствуют именные песни. Названия этих песен - это имена фанатов. Сделано это было для того, чтобы убрать грань между обычными людьми, которые приходят на концерты и музыкантами. Сама идея альбома как раз таки и заключается в этом.

## Выпуск и продвижение
Вскоре после выхода их предыдущего альбома Wars And Rumors Of Wars, группа провела конкурс на его продвижение в своём блоге на Myspace. Читателям было поручено получить по одной подписи каждого
| Оценки критиков     | Оценки критиков |
| Источник            | Оценка          |
| ------------------- | --------------- |
| AllMusic            | [ 5 ]           |
| BLARE Magazine      | [ 6 ]           |
| Blistering          | [ 7 ]           |
| Jesus Freak Hideout | [ 8 ]           |
| MetalInjection.net  | [ 9 ]           |
| Rock Sound          | [ 10 ]          |

из участников группы, купив копии альбома, поскольку на коробках для CD альбома были от руки проставлены печати, и каждый был подписан разными участниками.
Long Live был первым альбомом группы, выпущенным на недавно созданном лейбле Good Fight Music после выпуска трёх предыдущих студийных альбомов на лейбле Solid State Records. Основанная в начале 2010 года, Good Fight была создана Полом Конроем и Карлом Северсоном, ранее работавшими в Ferret Music. Вокалист Джош Скогин описал работу с новым лейблом как «захватывающую» и «свежую», а также заявил: «До сих пор отношения были довольно приятными. Кажется, мы во многом на одной волне, и я рад видеть, что происходит». Long Live станет девятым альбомом, выпущенным Good Fight Music.
Музыкальное видео на песню «David De La Hoz» было выпущено 19 октября 2010 года. Видео было снято вживую за один дубль, а также показывает Тембр гостей, играющих на арфе, и Дэна Смита из Listener, исполняющего устную поэзию или разговорную музыку, как называет её Смит. Но как позже оказалось, клип был снят вторым дублем.
В начале 2011 года The Chariot выпустили 7-дюймовый виниловый сингл тиражом 1000 копий под названием «Music of a Grateful Heart». На стороне А была представлена песня «Music of a Grateful Heart», которая была неизданным треком с сессий Long Live, и «Graciously», которая является расширенной альтернативной версией «The Audience». На стороне B имеется лазерная гравировка логотипа The Chariot, как видно на товарах группы и на фоне обложки альбома. «Music of a Grateful Heart» будет напечатана в четырёх разных цветах тиражом 250 экземпляров каждый и также пронумерована от руки. Различные пресс-релизы будут распространяться различными способами: от живых выступлений, через официальный интернет-магазин группы, местных инди-ритейлеров и через Hot Topic.
В ноябре 2020 вышло переиздание альбома с другой обложкой, где также были песни с сингла Music of a Grateful Heart.

## Трек-лист
| №   | Название                                  | Длительность |
| --- | ----------------------------------------- | ------------ |
| 1.  | «Evan Perks»                              | 1:36         |
| 2.  | «The Audience»                            | 2:15         |
| 3.  | «Calvin Makenzie»                         | 2:14         |
| 4.  | «The City»                                | 3:57         |
| 5.  | «Andy Sundwall»                           | 2:53         |
| 6.  | «The Earth»                               | 2:46         |
| 7.  | «David De La Hoz» (с участием Дэна Смита) | 4:15         |
| 8.  | «The Heavens»                             | 2:12         |
| 9.  | «Robert Rios»                             | 2:31         |
| 10. | «The King»                                | 5:50         |

## Записывающий состав
The Chariot
- Джош Скогин — вокал
- Стефен Харрисон — ритм-гитара, бэк-вокал
- Джон Терри — соло-гитара, бэк-вокал
- Джон Киндлер — бас-гитара, бэк-вокал
- Дэвид Кеннеди — барабаны